# Koszmosz–261
A Koszmosz–261 (oroszul: Космос–261) Koszmosz műhold, a szovjet műszeres műhold-sorozat tagja. Atmoszféra és geológiai kutatóműhold.

## Küldetés
Az Interkozmosz-program keretében a szocialista országok első közös űrkísérlete. A magyar, az NDK, a lengyel, a román, a csehszlovák és a szovjet kutatóintézetek együttes kutatási programját valósította meg.

## Jellemzői
A programot a szovjet Tudományos Akadémia (oroszul: Академия наук – AH) üzemeltette.
1968. december 19-én a Pleszeck űrrepülőtérről egy Koszmosz–2I típusú hordozórakétával  juttatták (LEO = Low-Earth Orbit) alacsony Föld körüli pályára. Az orbitális egység pályája 92,6 perces, 71 fokos hajlásszögű, elliptikus pálya perigeuma 201 kilométer, apogeuma 611 kilométer volt. Hasznos tömege 400 kilogramm.
Műszereivel vizsgálta az elektronok és protonok jelenlétét, mennyiségét, mérte az elektronok hőmérsékletét becsapódáskor, az északi fényjelenség alatti légkörváltozások hatástényezőit.
1969. február 12-én 54 napos szolgálati idő után belépett a légkörbe és megsemmisült.